# David Ellison
Pour les articles homonymes, voir Ellison.
David Ellison est un producteur de cinéma américain né le 9 janvier 1983 dans le comté de Santa Clara.

## Biographie
Il est le fils de Larry Ellison, richissime homme d'affaires et cofondateur d'Oracle Corporation, et de Barbara Boothe. Il est le frère de la productrice de cinéma Megan Ellison. Il fréquente l'université de Californie du Sud, qu'il quitte en 2005,.
Après quelques apparitions dans des films et téléfilms, il fonde en 2010 sa société de production Skydance Productions et rassemble 350 millions de dollars pour financer des films avec Paramount Pictures. Variety le classe alors dans sa liste des Dealmaker de l'année. Il participe comme producteur délégué au western des frères Coen True Grit. 
En 2011 Forbes l'inscrit dans la liste 30 Under 30 sur les 30 personnes importantes de moins de 30 ans. Il produit le 4e film de la franchise Mission impossible, Mission impossible : Protocole Fantôme. Via sa société Skydance, il produit de nombreux blockbusters et participe à plusieurs grandes franchises (Star Trek Into Darkness, G.I. Joe : Conspiration) et relance notamment Terminator avec Terminator Genisys (2015).
En 2014, David Ellison lance une ligne de vêtements masculins appelée LANAI Collection. Le nom de la marque est un clin d’œil à Lanai, une île de l'archipel d'Hawaï appartenant à son père. Certains vêtements sont portés par Arnold Schwarzenegger dans Terminator Genisys (2015).
En 2016, David Ellison et sa société de production annoncent que Sword Art Online serait porté en série télévisée live en collaboration avec Kadokawa Corp. et Netflix. Le scénario est confié à Laeta Kalogridis et une partie de la production revient à Dana Goldberg et Marcy Ross. David Ellison annonce la production de la première expérience virtuelle Sword Art Online sera aussi produite.

## Filmographie

### Producteur / producteur délégué
- 2010 : True Grit de Joel et Ethan Coen
- 2011 : Mission impossible : Protocole Fantôme (Mission: Impossible – Ghost Protocol) de Brad Bird
- 2012 : Jack Reacher de Christopher McQuarrie
- 2012 : Maman, j'ai raté ma vie (The Guilt Trip) d'Anne Fletcher
- 2013 : G.I. Joe : Conspiration (G.I. Joe: Retaliation) de Jon Chu
- 2013 : Star Trek Into Darkness de J. J. Abrams
- 2013 : World War Z de Marc Forster
- 2014 : The Ryan Initiative (Jack Ryan: Shadow Recruit) de Kenneth Branagh
- 2014 : Manhattan (série télévisée) - saison 1, épisode 1
- 2015 : Grace et Frankie (Grace and Frankie) (série télévisée) - saison 1, épisode 1
- 2015 : Terminator Genisys d'Alan Taylor
- 2015 : Mission impossible : Rogue Nation (Mission: Impossible - Rogue Nation) de Christopher McQuarrie
- 2016 : Star Trek : Sans limites (Star Trek Beyond) de Justin Lin
- 2016 : Jack Reacher: Never Go Back d'Edward Zwick
- 2017 : Hitman & Bodyguard (The Hitman's Bodyguard) de Patrick Hugues
- 2017 : Geostorm de Dean Devlin
- 2018 : Mission impossible : Fallout (Mission: Impossible - Fallout) de Christopher McQuarrie
- 2019 : Six Underground de Michael Bay
- 2019 : Terminator: Dark Fate de Tim Miller
- 2020 : The Old Guard de Gina Prince-Bythewood
- 2021 : The Tomorrow War de Chris McKay
- 2021 : Snake Eyes de Robert Schwentke
- 2022 : Adam à travers le temps (The Adam Project) de Shawn Levy
- 2022 : Top Gun: Maverick de Joseph Kosinski
- 2022 : The Greatest Beer Run Ever de Peter Farrelly
- 2023 : Air de Ben Affleck
- 2023 : Ghosted de Dexter Fletcher
- 2023 : Mission impossible : Dead Reckoning (Mission: Impossible – Dead Reckoning) de Christopher McQuarrie
- 2023 : Agent Stone (Heart of Stone) de Tom Harper
- 2023 : Spy Kids: Armageddon de Robert Rodriguez
- 2023 : The Family Plan de Simon Cellan Jones
- 2024 : The Old Guard 2 de Victoria Mahoney
- 2024 : Terminator Zero (série TV)
- 2024 : Cross (série TV)
- 2025 : Fountain of Youth de Guy Ritchie
- 2025 : Mission: Impossible - The Final Reckoning de Christopher McQuarrie

### Acteur
- 2005 : The Chumscrubber d'Arie Posin : un étudiant
- 2005 : When All Else Fails (court métrage) de lui-même : Mike Williams
- 2006 : Flyboys de Tony Bill : Eddie Beagle
- 2008 : Blank Slate (téléfilm) de John Harrison : Blake Feltzer
- 2009 : Little Fish, Strange Pond de Gregory Dark : Romeo
- 2010 : Leverage (série télévisée) - saison 2, épisode 14 : Ballard
- 2010 : Hole in One de Drew Ann Rosenberg : Tyler Hayden

### Réalisateur et scénariste
- 2005 : When All Else Fails (court métrage)
- 2019 : Terminator: Dark Fate de Tim Miller (uniquement coauteur de l'histoire d'origine)